# Morsimus
Morsimus is een geslacht van rechtvleugeligen uit de familie sabelsprinkhanen (Tettigoniidae). De wetenschappelijke naam van dit geslacht is voor het eerst geldig gepubliceerd in 1877 door Stål.

## Soorten
Het geslacht Morsimus omvat de volgende soorten:
- Morsimus areatus Stål, 1877
- Morsimus quadratus Rehn, 1909
- Morsimus serratus Beier, 1954
- Morsimus sumatranus Brunner von Wattenwyl, 1895